# French Cancan
French Cancan es una película musical francesa escrita y dirigida por Jean Renoir en 1954, y protagonizada por Jean Gabin y María Félix.

## Argumento
Henri Danglard (Jean Gabin) es un hombre licencioso de la vida nocturna de Paris, propietario de una sala de espectáculos, en la que actúa Lola de Castro (María Félix), bailarina de la danza del vientre. Como el negocio no es rentable, Henri decide probar con un baile pasado de moda, el cancán, inaugurando un nuevo establecimiento, el Moulin Rouge. Mientras recluta a un grupo de bailarinas, Danglard se enamora de Nini (Françoise Arnoul), una dulce muchacha que trabaja como lavandera y ella, que tenía novio celoso, aún más de Danglard. Pero el príncipe de una pequeña nación también se enamora de Niní, tanto que, al no ser correspondido, intenta sin éxito suicidarse. Los apuros económicos de Danglard se terminan cuando el príncipe compra Moulin Rouge a nombre de este y entrega la escritura a Niní, tras lo cual vuelve a su país por grave enfermedad de su padre. La rivalidad estalla entre Nini y Lola, y una serie de eventos se desencadenan en los días previos a la inauguración del famoso cabaré que, luego, continúa con éxito.

## Elenco
- Jean Gabin .... Henri Danglard
- Francoise Arnoul .... Nini
- María Félix .... Lola de Castro
- Giani Esposito .... Príncipe Alexandre
- Michel Piccoli .... Capitán Valorgueil
- Édith Piaf .... Eugenie Buffet
- Patachou .... Yvette Guilbert

## Comentarios
Evocación nostálgica del ambiente artístico parisino finisecular, French Cancan supuso para Renoir la ocasión de hacer una película de intención popular, acercarse nuevamente al universo paterno mediante el uso experimental del color y reencontrarse con el actor Jean Gabin: 

Nuestras relaciones son puramente profesionales, pero tengo la impresión de que sus gustos en la vida son poco más o menos los míos. Nos encontramos en los mismos restaurantes sin consultarnos. Cuando trabajamos juntos no tenemos necesidad de largas conversaciones para analizar la situación. Apenas tenemos necesidad del guion para orientarnos. Gabin nació actor del mismo modo que yo nací autor.

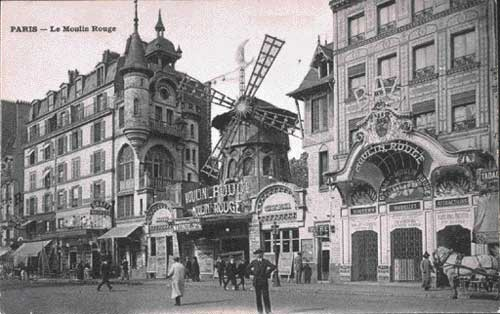
El Moulin Rouge en 1900

Pintoresca estampa de época cuidadosamente reconstruida en función de la pictórica característica del famoso impresionista Auguste Renoir. Se presentan con desenfado la vida y costumbres licenciosas de la época. El color está empleado con sentido específicamente pictórico. La interpretación y los encuadres fotográficos son los valores estéticos fundamentales de la película.